# 후나코시정 (히로시마현)
후나코시정(船越町)은 히로시마현 아키군에 설치되었던 정이다. 1975년 3월 20일 야노정과 함께 히로시마시 아키구의 일부로 편입 합병되며 소멸하였다.